# 远程操作
远程操作（英語:Teleoperation），亦作遙控操作、遙操作，是指在远处操作机器或系统。它与“远程控制”一词的含义相似，但遠程操作通常用於研究、学术和技术等領域。雖然遠程操作常与机器人学和移动机器人一起被討論或是聯繫，但該詞也可用於當一個人從遠處操作某個設備或機器的情況。

## 歷史沿革
19世纪，许多发明家都在研究遥控武器（例如鱼雷），包括约翰·路易斯·莱（1872年）、约翰·爱立信（1873年）、维克多·冯·谢利哈（1873年）制造的原型，以及第一个实用的线导鱼雷（布伦南鱼雷）。路易斯·布伦南在1877年获得該魚雷的专利。 1898年，尼古拉·特斯拉展示了一个遥控船，其无线无线电引导系统获得专利。當時他向美军推销此項發明，但遭到拒绝。
目前远程操作發展到透過第一人称视角（FPV）设备进入业余爱好產业。FPV設備可安装在业余的遙控汽车、飞机和直升机上，向操作者提供如同电视模式的传输，即便超过视线范围，操作者仍然可以操作機器。